# Francesco Oliva
Francesco Oliva (ur. 14 stycznia 1951 we Avena di Papasidero) – włoski duchowny katolicki, biskup Locri-Gerace od 2014.

## Życiorys
Święcenia kapłańskie otrzymał 5 stycznia 1976 i został inkardynowany do diecezji Cassano all’Jonio. Był m.in. obrońcą węzła małżeńskiego i sędzią w regionalnym trybunale kościelnym, proboszczem w Castrovillari, wykładowcą instytutów katolickich w Catanzaro i Dipodi oraz wikariuszem generalnym diecezji. W latach 2011–2012 kierował diecezją jako jej tymczasowy administrator.
5 kwietnia 2014 papież Franciszek mianował go ordynariuszem diecezji Locri-Gerace. Sakry udzielił mu 20 lipca 2014 biskup Nunzio Galantino.